# LiveMES
LiveMES é um sistema de execução de manufatura (MES — Manufacturing Execution System) desenvolvido pela empresa brasileira HarboR Inteligência Industrial. O software é utilizado para coleta automática de dados e monitoramento em tempo real da produção industrial, sendo aplicado em empresas de diferentes setores da manufatura.

## História
O LiveMES foi desenvolvido no contexto da transformação digital da indústria brasileira e dos conceitos da Indústria 4.0. A solução foi projetada para automatizar o registro de eventos produtivos, integrar-se com sistemas corporativos e fornecer dados para análise de desempenho operacional em tempo real. Desde seu lançamento, foi adotado por indústrias dos setores alimentício, têxtil, químico, embalagens, bebidas e metal-mecânico.

## Características
O sistema permite:
- Registrar automaticamente dados operacionais;
- Acompanhar o funcionamento de máquinas em tempo real;
- Consolidar indicadores industriais como OEE (Overall Equipment Effectiveness);
- Identificar paradas, refugo, retrabalho e perdas;
- Integrar-se com sistemas ERP.

## Aplicações e resultados
Segundo a HarboR, empresas que adotaram o LiveMES reportaram aumento na eficiência operacional e redução de desperdícios. Um estudo de caso acadêmico da UFSC destacou o impacto do sistema em uma indústria alimentícia, demonstrando retorno sobre investimento em menos de 30 dias após o aumento de OEE.
O sistema também foi vencedor do 1º Prêmio Startup da Indústria, promovido pela CNI, por sua contribuição à digitalização de processos fabris.

## Desenvolvedor
O LiveMES é desenvolvido pela HarboR Inteligência Industrial Ltda., empresa brasileira com sede em Florianópolis, Santa Catarina. A HarboR atua na área de digitalização industrial, com soluções voltadas à gestão e eficiência produtiva.